# HD 106906 b
HD 106906 b是一顆位於南十字座的太陽系外行星，母恆星為HD 106906，距離地球約300光年。該行星為氣體巨行星，質量大約是木星的11倍，與母恆星的距離大約是650天文單位，即接近970億公里。該行星和母恆星極遠的距離讓天文學界相當重視，因為目前恆星與行星形成的星雲假說無法解釋距離母恆星如此遙遠的行星存在。

## 描述
HD 106906 b是恆星HD 106906旁目前唯一已知存在的行星。HD 106906是一顆光譜類型 F 的主序前星，質量是太陽的1.5倍，光度則為太陽的6倍。根據母恆星狀況與周圍大範圍的岩屑盤該系統的年齡大約是異常年輕的1300萬年。基於近紅外線光譜能量分布、年齡以及相關演化模型，HD 106906 b的質量大約是木星的11倍，表面溫度大約是1800 K（1500 °C）。該行星表面的高溫代表該行星剛形成不久，使它本身所發射的輻射有太陽光度的0.02%。然而，該行星最讓天文界注意的是它和母恆星的投影距離達到了650 (738 ??) 天文單位，使它成為已知距離母恆星最遠的系外行星之一。
至今經由觀測得知的資料尚不足以測定其軌道狀態。如果它的軌道離心率高到一定程度，它在運動時就可能會到達主要岩屑盤的外緣附近，並且足以和盤內物體在近星點交互作用。這種情況下岩屑盤的外緣可能會被HD 106906 b在近星點時的希爾球內緣處截斷，或者是在近星點減去15天文單位的距離，並且和母恆星距離約120天文單位（參見下文）。
發現HD 106906 b的團隊曾經評估它的母恆星HD 106906的重力場並未束縛該行星的可能性，但是該行星是在極為靠近地球觀測其母恆星的視線上被發現，並且其自行和母恆星相同方向。在這種狀況下HD 106906 b並未受HD 106906重力束縛的機率小於0.01%。

## 發現
天文學家發現HD 106906 b以前自2005年起就使用位於智利阿他加馬沙漠中拉斯坎帕纳斯天文台的麦哲伦望远镜對HD 106906進行觀測8年。天文學家最初是對HD 106906 A周圍的岩屑盤感興趣，該主序前星也是天蠍-半人馬星協中的下半人馬-南十字次集團成員星。2013年12月4日，亞利桑那大學研究生Vanessa Bailey帶領的國際團隊提出了發現行星HD 106906 b的相關細節，並且在arXiv上發表了預印本。

## 可能的形成機制
發現HD 106906 b的團隊和世界各地的天文學家都對該行星距離母恆星極遠而困惑，因為一般不認為恆星旁的原行星盤能延伸到如此遠的距離，並形成氣體巨行星。考慮到兩者距離相當遙遠，一個理論是該行星和母恆星是個自獨立形成，和聯星系統的形成方式一樣。這項建議的問題在於母恆星與行星的質量比約為140:1，並不在聯星系統的預期範圍內。典型聯星系統內成員星的質量比並不會超過10:1。這項理論現在仍被認為是可能的，不過另一個可能性則是行星可能形成於比現在更靠近母恆星的位置，之後因為和另一顆行星重力交互作用而被拋射至今日的位置。第二顆行星的質量必須要高於HD 106906 b，而該行星如果在距離母恆星35天文單位以上就容易被偵測到，並且散射過程可能會使星周盤被擾動。2019 Feb 新研究認為 300萬年前一對雙星 flybys造成

## 社會大眾的反應
有英國科幻影集《異世奇人》的影迷發起向國際天文聯會的請願活動，要求將HD 106906 b以該科幻影集主角「博士」的居住行星「Gallifrey」命名。該活動至2013年12月13日已收集到超過12萬人的聯署。國際天文聯會在2009年決議並無將系外行星命名的計畫，因為這被認為不切實際。不過2013年8月國際天文聯會改變了決定，並邀請社會大眾對系外行星命名提出建議。